# Anne-Gaëlle Riccio
Anne-Gaëlle Riccio (Tours, Indre y Loira, 14 de febrero de 1978) es una presentadora de televisión francesa.

## Carrera profesional

### Comienzos (1996 - 2005)
Anne-Gaëlle Riccio comienza su carrera en 1996 en el canal MCM con el nombre de Anne-Gaëlle. Allí presenta sucesivamente MCM Home vídeo, Le Journal de la musique (copresentado con Francis Zegut), Le Hit o L'Integral.
En el año 2000, se licencia en comunicación. Paralelamente, sigue formándose en la escuela Béatrice Brout, así como en los talleres de Benoît Théberge sobre el arte del teatro. En esa época, encadena el rodaje de numerosos sketches para Karl Zéro en Le Vrai Journal y el Journal des bonnes nouvelles (JBN) en Canal+. Realiza también la post-sincronización y la voz en off para los sujetos y los doblajes de entrevistas.
En 2003, se une a M6 para presentar o copresentar varios programas de entretenimiento: Plus vite que la musique, Les Grands Classements con Laurent Boyer, Génération Hit Serial Piégeurs, Tubissimo, M6 Music Live con Jérôme Anthony. También es cronista en la emisión matinal C'est pas trop tôt! junto a Max y Jérémy Michalak.
En 2005, presenta Télé piège en TF6 e integra el grupo MTV Francia, que le confía, entre otros, la presentación de MTV Dance Crew.
Anne-Gaëlle juega un papel completamente extravagante para el artista electrónico Alif Tree en el videoclip Forgotten Places.

### Años de popularidad (2006 - 2014)
Del verano de 2006 al verano de 2009, copresenta el programa Fort Boyard, junto a Olivier Minne en France 2. Se convierte rápidamente en una de las presentadoras emblemáticas del programa, y desempeña un papel cada vez más importante a lo largo de los años. Tenía que presentar el programa en 2010, pero se vio obligada a dejarlo debido a las nuevas normas de televisión. La organización y las nuevas reglas del programa no le gustaron; dijo que su presencia sería inútil, que no quería  ser un adorno. Entonces prefirió irse. A pesar de su partida de la animación en 2010, ninguna otra presentadora retomó su sucesión. En el programa hoy en día es reemplazada por Olivier Minne (este último ejerció su rol de Maître du Fort y de coach en 2010, a partir de 2011 solo de coach). Sin embargo, su ausencia es, hoy todavía, muy lamentada por muchos fanes del programa.
Desde comienzos del 2007, Anne-Gaëlle Riccio se convierte en cronista musical en el programa dominical Vivemente dimanche prochain de Michel Drucker en France 2.
En 2007, presenta Les stars pètent les plombs en MTV, programa en el que no duda aparecer en escena en parodias disparatadas populares. Presenta en France 2 Le Bêtisier de Noël, CD'aujourd'hui, la 1000e, y la 4.a edición de Rire contre le racisme en France 4, en compañía de Cyril Hanouna.
Anne-Gaëlle Riccio ha participado en la ficción de France 2, Trois contes merveilleux, en los cuales interpreta a Blancanieves.
Desde comienzos del 2008, es cronista en Christophe Hondelatte en el programa Vendredi, si ça me dit!.

En 2009, copresenta con Olivier Minne una serie de programas La nuit de... en TF6. MCM le confía el control de la noche de Nochevieja, este show tiene la peculiaridad de estar presentado por Anne-Gaëlle, presentadora acomodada junto a una novata comprometida para la ocasión.
En 2010, Anne-Gaëlle llega al canal Virgin 17. El 15 de junio de 2010, presenta en compañía de Nicolas Deuil escenas de humor durante la primera parte de la tarde tituladas Les 20 plus grands tubes du cinoche.
A partir del 6 de octubre de 2009, efectúa en France 4 los lanzamientos del docu-realidad de la BBC Last Man Standing, rebautizado para el canal público francés como Les Défis du bout du monde. La difusión de la temporada 2 debuta el 31 de julio de 2010.
El regreso televisivo en 2010 asienta a la presentadora como una personalidad imprescindible de France 4. El canal, hasta entonces con mala reputación en sus antenas, le encomenda su prime-time para una cita con Kif TV. Así, el primer número comienza el 13 de septiembre a las 20:05&nbsph. El 12 de mayo de 2010, France 4 emite el programa Les humoristes font leur show, en el cual Anne-Gaëlle Riccio entrevista a los presentadores de televisión en las secuencias de humor que marcado su carrera. El programa, que satisfizo a la cadena, le propone nuevas presentaciones a este entretenimiento unos meses más tarde con Les humoristes piratent la télé, emitido el 10 de noviembre, y L'humour, c'est mieux à deux, el 8 de diciembre.  Le Tour du monde des concours animaliers también volvió en 2010 al canal público. Anne-Gaëlle Riccio lleva nuevamente las riendas de este prime-time titulado Bêtes à concours.
En paralelo, Anne-Gaëlle Riccio persigue su aventura en MCM con la presentación de un nuevo programa matinal semanal, Gamix. Este programa refleja el panorama de la actualidad digital en 13 minutos. Desde comienzos del 2009, la joven mujer está al frente de Zapping Music en MCM, programa que descifra la actualidad musical en Internet.
El 7 de septiembre de 2010, presenta el programa Dans l'ombre des dinosaures en el canal Animaux.
La presentadora mantiene este mismo año un lugar destacado en la parrilla de programas de TF6. Así, los telespectadores la descubren el 27 de diciembre de 2010 en el marco de un nuevo binomio en el programa La Folle Nuit des parodies musicales. La presentadora efectúa los lanzamientos de esta gran clasificación en compañía de Gaël Leforestier. Anne-Gaëlle está cada vez más presente en el canal con Le Top de la pub, Le Top de la paresse à la luxure, presentado esta vez en prime-time el 3 de enero de 2011.
El 17 de junio de 2011, vuelve a France 2, donde presenta el sorteo de Euromillions varias veces a la semana.
Presenta cada verano desde 2011 hasta 2013 dos programas especiales de Fort Boyard que recibe a niños, con motivo del gran concurso Prince de LU. Estas emisiones no se emiten en directo.
En 2012, Anne-Gaëlle vuelve al canal Gulli y presenta el programa Primes d'humour con Joan Faggianelli. En 2013, presenta Les Crazy Games à la neige con Philippe Candeloro.

### Paso por NRJ12 (2014 - 2016)
En 2014, la presentadora se une a NRJ 12 y se convierte en uno de los rostros principales de la cadena. Reemplaza a Clara Morgane y a Stéphane Jobert en la presentación del programa Le Super Bêtisier en compañía de Adrien Rohard.
En 2015, presenta Les 10 ans de la TNT : Le Grand Quiz con Manu Levy, así como los 5 primes de Wouf : Quel chien sera à la hauteur? con Matthieu Delormeau. Por otra parte, reemplaza a Rebecca Hampton en la presentación de Les animaux font leur show. La temporada 2015-2016 está marcada por la llegada de nuevos programas: presenta el magacín Enquêtes et Découvertes: dans les coulisses du rêve, y el programa de entretenimiento C'est devenu culte, y da un paso hacia la telerrealidad presentando la gran final de Friends Trip 2.
Tras dos años en NRJ 12, abandona el canal en junio de 2016.

### Desde 2017
En 2017 vuelve a France 2, participando regularmente en el programa Tout le monde a son mot à dire, presentado por Olivier Minne (con el que ya había presentado varios programas) y Sidonie Bonnec.
En paralelo a su carrera televisiva, estrena un blog titulado Smile, dedicado a la salud y al bienestar.
El 22 de junio de 2019, vuelve a Fort Boyard para celebrar los 30 años del concurso.

## Vida privada
Con Nicolas, tiene tres hijos: Thaïs, nacida el 2 de marzo de 2008; Sasha, nacido el 31 de enero de 2011, y Cléo, nacida el 23 de marzo de 2018.
También es madrastra de Luna, hija que su marido tuvo en su primera relación.

## Lista de programas presentados
- 1996 : MCM Home vidéo (MCM)
- 1996 : Le Journal de la musique (MCM)
- 1996 : Le Hit (MCM)
- 1996 : L'Intégrale (MCM)
- 2003 : Plus vite que la musique (M6)
- 2003 : Les Grands Classements (M6) con Laurent Boyer
- 2003 : Génératión Hit (M6)
- 2003 : Sérial piégeurs (M6)
- 2003 : Tubissimo (M6)
- 2003 - 2004 : M6 Music Live (M6) con Jérôme Anthony
- 2005 - 2006 : Télé pièg (TF6)
- 2005 : MTV Dance Crew (MTV)
- 2006 - 2009 : Fort Boyard (France 2) con Olivier Minne
- 2007 : Rire contre le racisme (France 4) con Cyril Hanouna
- 2007 : Les stars pètent los plombs (MTV)
- 2007 : Le Bêtisier de Noël (France 2)
- 2007 : CD'aujurd'hui, la 1000e (France 2)
- 2008 : Le Hit TF6 (TF6)
- 2008 : La Nuit de la fausse pub (TF6) con Olivier Minne
- 2009 : Los humoristes font leur show (France 4)
- 2009 : Les humoristes piratent la TV (France 4)
- 2009 : Ultra 2009 (MCM)
- 2009 : La Saint-Sylvestre (MCM)
- 2009 - 2010 : Les Défis du bout du monde (France 4)[17]
- 2010 : Le Grand Lifting des tubes (TF6) con Olivier Minne[18]
- 2010 : Les 20 plus grands tubes du cinoche (Virgin 17) con Nicolas Duelo[19]
- 2010 : Zapping Music (MCM)[20]
- 2010 : Kif TV (France 4)
- 2010 - 2012 : GAMIX (MCM)
- 2010 : Bêtes à concours (France 4)
- 2010 : Le tour du monde des concours animaliers (France 4)
- 2010 : L'humour c'est mieux à deux (France 4) con Patrick Bouchitey
- 2010 : La Folle Nuit des parodies musicales (TF6) con Gaël Leforestier
- 2010 : Dans l'ombre des dinosaures (Animaux)
- 2011 : Le Top de la pub: de la paresse à la luxure (TF6)
- 2011- 2013 : Euromillions (France 2)
- 2012 : Gamix (June TV)
- 2012 : Primes d'humour (Gulli) con Joan Faggianelli
- 2013 : Les Crazy Games á la neige (Gulli) con Philippe Candeloro[21]
- 2014 : NRJ Music Awards: dans les coulisses de la 16e  NRJ Music Awards(NRJ 12) con Adrien Rohard[22]NRJ Music Awards
- 2014 - 2016 : Le Super Bêtisier (NRJ 12)
- 2015 : Les 10 ans de la TNT: le grand Quiz (NRJ 12) con Manu Levy
- 2015 : Wouf : Quel chien sera à la hauteur? (NRJ 12) con Matthieu Delormeau
- 2015 - 2016 : Les animaux font leur show (NRJ 12)
- 2015 - 2016 : Enquêtes et Découvertes: dans les coulisses du rêve (NRJ 12)
- 2015 - 2016 : C'est devenu culte! (NRJ 12)
- 2016 : Friends Trip 2 : La Grande Finale (NRJ 12) con Capucine Anav y Benoît Dubois

### Crónicas
- 2003 - 2005 : C'est pas trop tôt!, presentado por Max (M6)
- 2005,2012,2015,2019 : Fort Boyard en France 2 : Participante
- 2007 - 2008 : Vivement dimanche prochain, presentado por Michel Drucker (France 2)
- 2008 : Vendredi, si ça me dit!, presentado por Christophe Hondelatte (Francia 2)
- 2015 : L'académie des 9 (NRJ 12)
- Desde 2017 : Tout le monde a son mot à dire (France 2)